# ری منزرک
ریموند دانیل منزرک (به انگلیسی: Raymond Daniel Manczarek) معروف به ری منزرک، (۱۲ فوریه ۱۹۳۹ - ۲۰ مه ۲۰۱۳) موسیقی‌دان، خواننده، تهیه‌کننده، نویسنده، یکی از بنیانگذاران و نوازنده کیبورد گروه دورز در سالهای ۱۹۶۵ تا ۱۹۷۳ میلادی است.
همچنین وی قدیمی‌ترین عضو گروه موسیقی دورز بوده و به همراه رابی کریگر گروه «دورز قرن بیست و یکم» که بعداً به گروه «منزرک-کریگر» تغییر نام داد را تشکیل دادند.
منزرک در ۲۰ مه ۲۰۱۳ بر اثر عوارض سرطان درگذشت.